# World-Check
World-Check —  база данных политически значимых лиц (Politically exposed person, PEP), а также лиц и организаций «повышенного риска». World Check входила в состав пакета решений Thomson Reuters Risk Management Solutions, прежде чем была переведена в Refinitiv после сделки по слиянию с The Blackstone Group в октябре 2018 года. 

## История
Была основана в 2000 году Дэвидом Леппаном и зарегистрирована в Лондоне. В 2008 году World-Check запустил Country-Check — индекс, который ранжирует более 240 стран и территорий мира по уровню риска.  
В 2009 году World-Check приобрела IntegraScreen. В 2011 году World-Check получила независимое подтверждение в соответствии с Международным стандартом   по подтверждению достоверности информации ISAE 3000. В том же году компания Thomson Reuters приобрела World-Check для своего подразделения по управлению, управлению рисками и обеспечению соответствия. В октябре 2018 года Thomson Reuters заключила сделку с The Blackstone Group,  результате которой World-Check перешла в собственность Refinitiv.

## Партнерства
World-Check используется несколькими финансовыми компаниями, такими как Lloyd's of London с 2008 года, Maecenas  и SAI Global  в качестве партнера по управлению рисками.